# Mario Maragliano i Navone
Mario Maragliano i Navone (* 1864 in Genua; † 30. Juni 1944 in Barcelona) war ein Mosaizist des katalanischen Modernisme.

## Biografie
Die ursprüngliche Neigung Mario Maraglianos war die Musik, in der er an der Scuola Musicale in Genua ausgebildet wurde. Aber er verließ diese Schule und erlernte stattdessen die Mosaiktechnik, die in Italien, besonders in Venedig, ziemlich weit entwickelt war. Sein Vater, Giovanni Battista Maragliano, hatte eine Mosaikwerkstatt, so dass er das Handwerk im Familienunternehmen erlernen konnte. 1884 ließ er sich in Barcelona nieder, von wo aus er das moderne künstlerische Mosaik in Spanien einführte. Da seine Aufträge mit der Zeit zahlreicher wurden, eröffnete er ein zweites Atelier in Madrid, das bis 1931 bestand.
In Barcelona schmückte er die Kirchen der Salesianerinnen (1883/84), de la Concepción und von Santa María del Pino (1884) aus. In Madrid war er an der Dekoration von San Francisco el Grande beteiligt. Mit Beginn des Modernisme nahmen seine Werke eine große Projektion an und er arbeitete mit den wichtigsten Architekten der Zeit zusammen, insbesondere mit Lluís Domènech i Montaner, mit dem er Arbeiten in Comillas, am Hospital de la Santa Creu i Sant Pau in Barcelona (14 der Außenmosaike am Verwaltungsgebäude; ab 1907) und dem monumentalen Rosenkranz von Montserrat (1903) ausführte.
Für Antoni Gaudí fertigte er Mosaiken für den Boden der Krypta der Sagrada Familia an, die Weinranken und Getreide als Zeichen für die Eucharistie zeigen (1885–91). Mit Josep Puig i Cadafalch arbeitete er in der Casa Amatller zusammen und mit Jeroni Martorell i Terrats in der Sparkasse in Sabadell (1910–16). Seine Arbeiten führt er oft zusammen mit Lluís Bru i Salelles aus, so wie im Palau de la Música Catalana oder in der Kirche Sant Josep Oriol in Barcelona (1915–26), wo er den Altar des hl. Josef in der rechten Seitenkapelle gestaltete, während Bru die restlichen Mosaike ausführte.
Seine letzte Werkstatt hatte er an der Carrer de Besalú, wo er mit seinen Kindern Màrius, Juli und Dolores zusammenarbeitete. Mario Maragliano i Navone starb am 30. Juni 1944 im Pavillon des Heiligsten Herzens in eben jenem Hospital de la Santa Creu i Sant Pau, zu dessen Glanz er selbst so viel beigetragen hatte.

## Werke
| Jahr der Entstehung | Abbildung | Architekt                     | Objekt                                                                      | Ort                |
| ------------------- | --------- | ----------------------------- | --------------------------------------------------------------------------- | ------------------ |
| 1883/84             |           | Joan Martorell i Montells     | Iglesia de las Salesas                                                      | Barcelona          |
| 1885–1891           |           | Antoni Gaudí                  | Bodenmosaike der Krypta der Sagrada Familia                                 | Barcelona          |
| 1899–1900           |           | Josep Puig i Cadafalch        | Wand- und Bodenmosaike der Casa Amatller                                    | Barcelona          |
| 1903                |           | Lluís Domènech i Montaner     | Geheimnis III des Glorreichen Rosenkranzes, Sendung des Heiligen Geistes    | Kloster Montserrat |
| 1905–1908           |           | Lluís Domènech i Montaner     | Bühnenhintergrund des Palau de la Música Catalana                           | Barcelona          |
| 1905–1910           |           | Lluís Domènech i Montaner     | Außenmosaike am Verwaltungsgebäude des Hospital de la Santa Creu I Sant Pau | Barcelona          |
| 1908–1916           |           | Jeroni Martorell i Terrats    | Zentralgebäude der Sparkasse                                                | Sabadell           |
| 1922–1927           |           | Narciso de Clavería i Palacio | Unterführungen im Bahnhof Aranjuez                                          | Aranjuez           |